# Rafaelson
Rafaelson (Maranhao, Brasil; 30 de marzo de 1997) es un futbolista vietnamita nacido en Brasil que juega en la posición de delantero centro con el Thep Xanh Nam Dinh de la V.League 1 desde el 2023.

## Carrera

### Club
| Periodo   | Club                      |
| --------- | ------------------------- |
| 2015–2018 | EC Vitória                |
| 2018      | → Vegalta Sendai (cedido) |
| 2018–2019 | Vegalta Sendai            |
| 2019–2020 | Næstved BK                |
| 2020      | Nam Dinh FC               |
| 2020–2021 | SHB Da Nang               |
| 2021–2023 | Topenland Binh Dinh       |
| 2023–     | Thep Xanh Nam Dinh        |

### Selección nacional
En agosto de 2024 luego de cinco años de residir en Vietnam, Rafaelson aplicó para la ciudadanía vietnamita en el Departamento de Justicia de Nam Định con el fin de poder representar a Vietnam en el futuro. Un mes después obutvo de manera oficial la nacionalidad vietnamita y su nombre cambió a Nguyễn Xuân Son. En noviembre de 2024 la FIFA autorizó a Nguyễn Xuân Son poder representar a Vietnam luego de cinco años de residencia en el país. Fue convocado para jugar en el Campeonato de la ASEAN 2024.
Xuân Son debutó con Vietnam el 21 de diciembre de 2024 donde anotó dos goles y puso cinco asistencias en la victoria por 5–0 sobre Birmania en Việt Trì en el último partido de la fase de grupos del Campeonato de la ASEAN 2024. Se convirtió en el primer jugador nacionalizado en anotar un gol en un partido oficial con Vietnam.
Anotó un gol en el Jalan Besar Stadium en la victoria por 2–0 sobre Singapur en las semifinales del torneo, y en el partido de vuelta en el Việt Trì Stadium anotó dos goles en la victoria por 3–1 de Vietnam.
Xuân Son anotó dos goles en la victoria de Vietnam por 2–1 sobre Tailandia en el partido de ida de la final del Campeonato de la ASEAN 2024, pero en el partido de vuelta en el Rajamangala Stadium se quebró el peroné y la tibia en el minuto 32 y fue reemplazado. Al final Vietnam ganó 5–3 en el marcador global. Con 7 goles Xuân Son fue el goleador y el mejor jugador del torneo.

## Logros

### Club
- Campeonato Baiano: 2016
- V.League 1: 2023–24, 2024–25
- Vietnamese Super Cup: 2024

### Selección nacional
- ASEAN Championship: 2024

### Individual
- Goleador de la V.League 1: 2023, 2023–24
- Equipo Ideal de la V.League 1: 2023, 2023–24
- Jugador del Año de la V.League 1: 2023–24
- Mejor jugador del ASEAN Championship: 2024[11]
- Goleador del ASEAN Championship: 2024[11]
- Equipo Ideal del ASEAN Championship: 2024[12]
- Mejor jugador extranjero de Vietnam: 2024[13]
- Rostro Deportivo del año de los Dedication Awards: 2025[14]

### Distinciones
- Labor Order Tercera Clase: 2025[15]